# Cimentul Fieni
Club Sportiv Muntenia Fieni, auch bekannt als CSM Fieni oder einfach Fieni, ist ein rumänischer Fußballverein aus Fieni, Kreis Dâmbovița. Der ursprüngliche Club wurde im Jahr 1936 unter dem Namen Cimentul Fieni gegründet und spielte sechs Jahre in der zweiten rumänischen Fußballliga, der Divizia B. In den Spielzeiten 1998/99 sowie 2001/02 stand er im Achtelfinale um den rumänischen Pokal. Im Jahr 2005 löste er sich auf und verkaufte sein Ligaplatz an CS Buftea
Der Verein wurde im selben Jahr unter dem Namen Atletic Fieni neu gegründet und stieg 2011 nach einigen Jahren des Kampfes wieder in die Liga III auf. Aufgrund der gleichen finanziellen Probleme entschied sich der Verein jedoch, nicht in die Liga einzutreten. Nach einigen Jahren auf dem Niveau der Liga IV, wurde Atletic Fieni im Jahr 2017 erneut neu organisiert, jetzt unter dem Namen CSM Fieni.

## Geschichte
Cimentul Fieni wurde im Jahr 1936 gegründet und ist nach der örtlichen Zementfabrik benannt. Der Klub spielte fast vier Jahrzehnte in den regionalen Ligen, ehe ihm im Jahr 1973 der Aufstieg in die dritte rumänische Fußballliga, die Divizia C, gelang. Dort konnte er sich in den folgenden Jahren im Mittelfeld seiner Staffel platzieren oder kämpfte bis zum Schluss um den Klassenverbleib. In der Spielzeit 1991/92 konnte Cimentul erstmals in den Kampf um den Aufstieg in die Divizia B eingreifen, musste sich aber den Konkurrenten Metalul Plopeni und AS Poiana Câmpina knapp geschlagen geben.
Nachdem der Klub die Saison 1996/97 als Zweitplatzierter hinter Midia Năvodari beendet hatte, schaffte er im Jahr 1998 mit sechs Punkten Vorsprung auf Petrolul Brăila den Sprung in die Divizia B. Dort hatte Cimentul nichts mit dem Abstiegskampf zu tun und beendete die Spielzeit 1998/99 hinter dem FC Brașov und AS Rocar Bukarest auf dem dritten Rang der Staffel 1. In derselben Spielzeit setzte sich das Team in der ersten Hauptrunde um den rumänischen Pokal gegen Erstligist FC Argeș Pitești mit 1:0 durch, unterlag aber im Achtelfinale dem späteren Finalisten Rapid Bukarest mit 0:3.
Die beiden folgenden Jahre kämpfte Cimentul um den Klassenerhalt. In der Spielzeit 2000/01 war der Verein sportlich abgestiegen und sicherte sich den Klassenverbleib dadurch, dass er dem Ligakonkurrenten Metrom Brașov die Lizenz abkaufte. Erst in der Saison 2001/02 konnte sich der Klub aus den unteren Tabellenregionen befreien und erzielte mit dem zweiten Platz hinter AEK Bukarest das beste Ergebnis der Vereinsgeschichte. Dadurch qualifizierte sich die Mannschaft für die Relegationsspiele um den Aufstieg in die Divizia A, verpasste diesen jedoch durch zwei Niederlagen gegen Erstligist Sportul Studențesc. Wie bereits drei Jahre zuvor zog der Verein auch in dieser Spielzeit ins Achtelfinale um den rumänischen Pokal ein. Diesmal hatte er in der ersten Hauptrunde Erstligist FC Universitatea Craiova im Elfmeterschießen ausgeschaltet, ehe er Ceahlăul Piatra Neamț mit 0:1 unterlag.
Nach diesem Erfolg kämpfte Cimentul in der Saison 2002/03 wieder um den Klassenverbleib, den am letzten Spieltag gelang. Die darauf folgende Spielzeit beendete der Klub auf dem vorletzten Platz der Staffel 2 und musste in die Divizia C absteigen. Der Wiederaufstieg wurde in der Saison 2004/05 mit einem vierten Platz verpasst. Anschließend fusionierte der Klub mit einem unterklassigen Team aus Buftea zu CS Buftea und löste sich dadurch auf.

## Bekannte Spieler
- Gabriel Boștină
- Gabriel Cânu
- Sorin Frunză

## Ehemalige Trainer
- Dumitru Nicolae (1952)
- Ion Diaconescu (1954)
- Ion Udroiu (1968–1969)
- Gheorghe Lăzărescu (1973)
- Ionel Popescu (1976)
- Silviu Dumitrescu (1992–1994)
- Marin Olteanu (1994–1995)
- Nicolae Proca (1995–1996)
- Viorel Turcu (1996–1997)
- Stelian Badea (2000–2001)
- Mihai Zamfir (2001)
- Virgil Dridea (2001–2002)
- Petre Gigiu (2002–2003)
- Mario Marinică (2003–2004)

## Erfolge
Divizia C
- Gewinner: 1991–92, 1997–98
- Zweitplatzierter: 1996–97

Divizia D
- Gewinner: 1972–73

Rumänischen Pokal
- Achtelfinale: 1999, 2002